# آنتسالوا (بخش)
آنتسالوا (به لاتین: Antsalova District) یک بخش‌های ماداگاسکار در ماداگاسکار است که در ملاکی (ماداگاسکار) واقع شده‌است. آنتسالوا ۷٬۱۹۵ کیلومتر مربع مساحت و ۳۰٬۰۶۲ نفر جمعیت دارد.